# Polites vibex
Polites vibex là một loài bướm thuộc họ Bướm nhảy. Nó sinh sống từ đông nam Hoa Kỳ đến Tây West Indies và Argentina, di cư về phía bắc đến Ohio và Connecticut, và hiếm ở Ontario.
Sải cánh dài 26–30 mm.
Nó bay quanh năm ở cực nam và di cư về phía bắc vào mùa hè và mùa thu.
Ấu trùng ăn loài Paspalum ciliatifolium và Poaceae sp.

## Hình ảnh

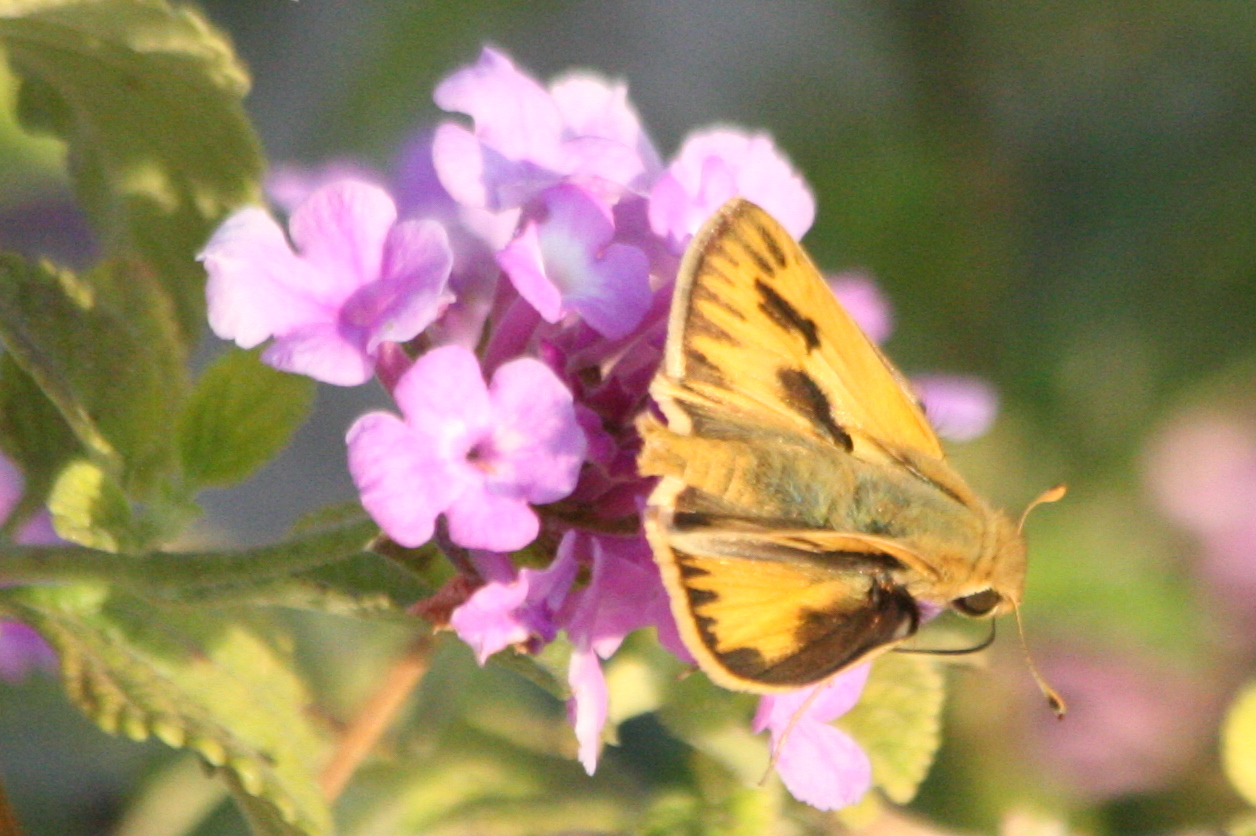
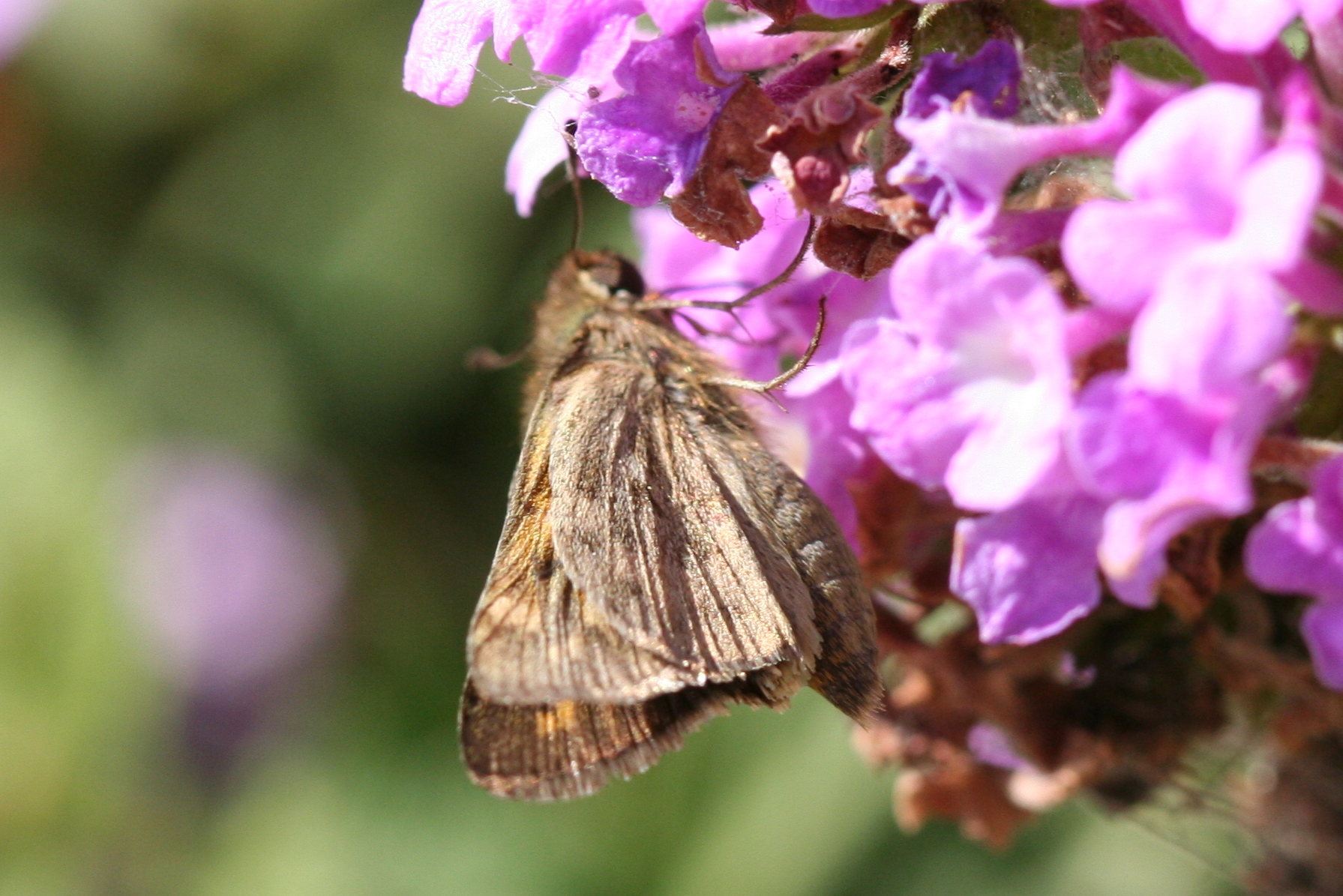
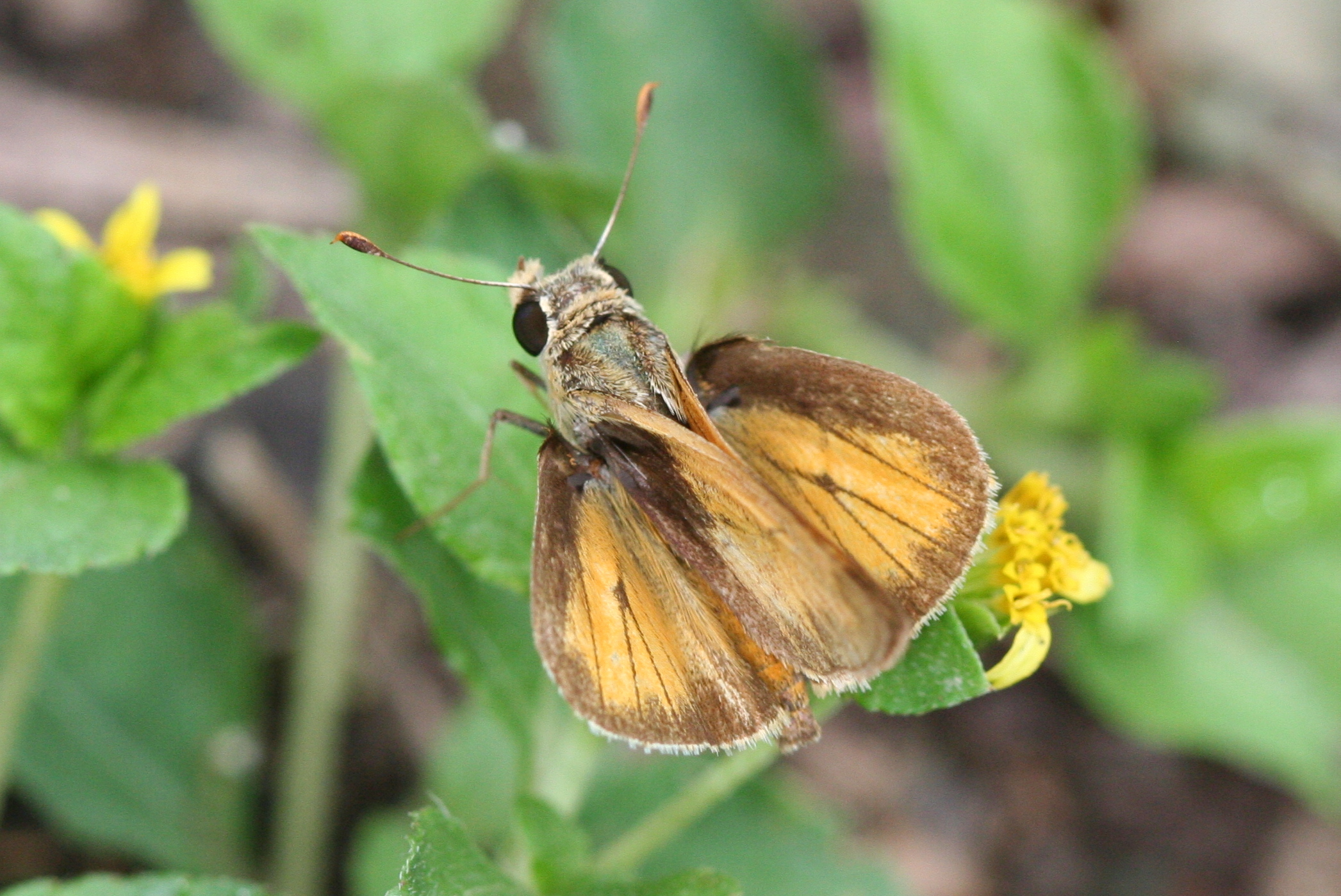
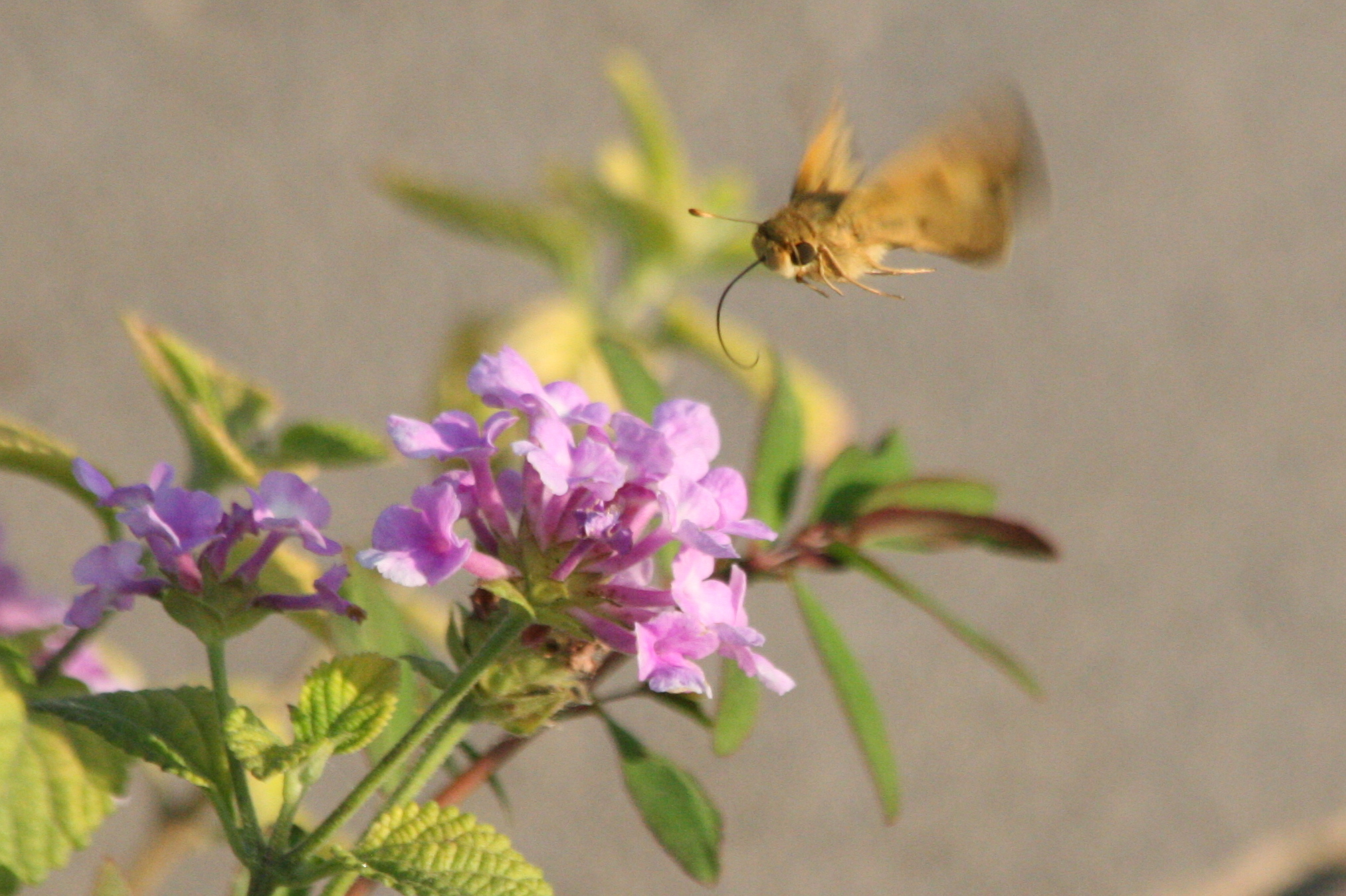